# 490-е годы
490-е (четы́реста девяно́стые) го́ды по юлианскому календарю — промежуток времени с 1 января 490 года по 31 декабря 499 года, включающий 490 год 9-го десятилетия   и с 491 по 499 годы    10-го десятилетия V века 1-го тысячелетия.  Они закончились 1526 лет назад.

## Важнейшие события
- Битва при Толбиаке (496) между франками и алеманами[1][2].
- 480-е — 490-е годы — Полулегендарный король Британии Артур и его жена Гвиневра.
- Конец V века — Маркоманы осели на территории Баварии.
- Конец V века — Распад Фунани на отдельные феодальные владения.
- Первая половина 490-х годов — Кавад назначает Маздака своим советником. Но знать низвергла Кавада и заточила его в хузистанский «Замок забвения», возведя на престол его брата. Кавад бежал в Среднюю Азию к эфталитам и получил от них помощь.
- Конец 490-х годов — Торомана захватывает Гандхару.